# Antoni Rychel
Antoni Rychel (ur. 24 kwietnia 1906 w Łabuniach, zm. 4 października 1943 w Czermnie) – oficer Wojska Polskiego i Armii Krajowej, dowódca Obwodu Hrubieszów AK.

## Życiorys
Urodził się w rodzinie Antoni, rolnika, i Marianny z Petryków. Miał pięciu braci i jedną siostrę.
Do szkoły podstawowej uczęszczał w Łabuniach, a następnie uczył się w Gimnazjum im. Hetmana Jana Zamojskiego w Zamościu, które ukończył 8 czerwca 1928 zdaniem matury. W okresie nauki w gimnazjum działał w harcerstwie; był drużynowym 2. Zamojskiej Drużyny Harcerskiej im. J. Zamojskiego. Przez pewien czas pełnił również funkcję hufcowego. Należał do wyróżniających się instruktorów harcerskich. W lipcu 1924 wraz z Hufcem Zamojskim brał udział w Pierwszym Narodowym Zlocie Harcerskim w Warszawie. Działał również jako instruktor w Związku Strzeleckim prowadząc m.in. zajęcia w Hrubieszowie.
15 lipca 1928 rozpoczął naukę w Szkole Podchorążych Rezerwy Artylerii we Włodzimierzu Wołyńskim, którą ukończył 21 kwietnia 1929 w stopniu podchorążego. W maju 1929 wraz z rodzicami wyjechał do wsi Kruszyn koło Bydgoszczy. Otrzymał przydział do 15 pułku artylerii polowej w Bydgoszczy. 15 stycznia 1932 został awansowany na stopień podporucznika ze starszeństwem z 1 stycznia 1932 w korpusie oficerów rezerwy artylerii. Przez jakiś czas pracował w izbie skarbowej w Bydgoszczy, jednocześnie studiując w Wyższej Szkole Handlowej w Poznaniu.
Studiował w Wyższej Szkole Handlowej w Poznaniu i na Katolickim Uniwersytecie Lubelskim na wydziale prawa i nauk społecznych. Pracował w izbie skarbowej w Poznaniu i Bydgoszczy. Był sekretarzem sądu okręgowego w Zamościu.
W 1934 otrzymał z Zamościa propozycję objęcia kierownictwa powiatowego sekretariatu BBWR. Wrócił do Zamościa, i w dniu 10 kwietnia 1934 objął to stanowisko. Po rozwiązaniu BBWR w październiku 1935, przez jakiś czas był bez pracy, ale 4 stycznia 1936 podjął pracę w charakterze sekretarza sądu grodzkiego w Zamościu i otrzymał mieszkanie w budynku sądu. We wrześniu 1937 rozpoczął zaoczne studia na Wydziale Prawa i Nauk Społecznych KUL, których ze względu na wybuch wojny nie ukończył.
Ze względu na nowe miejsce zamieszkania, zmieniono mu przydział do 3 pułk artylerii lekkiej Legionów w Zamościu. Po odbyciu kolejnych ćwiczeń wojskowych w 1938 awansował do stopnia porucznika. 
18 kwietnia 1938 zawarł związek małżeński z Cecylią Tomczak. Ze związku tego urodziło się dwóch synów: Krzysztof Antoni (26 grudnia 1938) i Antoni Zbigniew (15 sierpnia 1941).
Brał udział w kampanii wrześniowej, ale jego droga bojowa nie jest znana, z uwagi na brak danych w którym dywizjonie 3 pułku służył. Po powrocie z kampanii wrześniowej, nie zarejestrował się jako oficer u władz okupacyjnych. Przez krótki czas pracował w Polskim Czerwonym Krzyżu w Zamościu, a następnie poświęcił się całkowicie działalności konspiracyjnej.

### Działalność w ZWZ-AK
Należał ścisłego grona organizatorów Służby Zwycięstwa Polski (SZP) w Zamościu. Był bliskim współpracownikiem pierwszego komendanta zamojskiego obwodu SZP-ZWZ (Związku Walki Zbrojnej) Roberta Gierczaka ps. „Niedzielski” (nauczyciela, działacza przedwojennej Polskiej Organizacji Wojskowej (POW), Zygmunta Pomarańskiego ps. „Brzózka” (księgarza i wydawcy), ppłk Eugeniusza Górniewicza – Używał pseudonimów: „Rymwid” (w czasie organizowania oddziałów szturmowych w Zamościu), „Gruby” i „Anioł” (w czasie kiedy był komendantem obwodu w Hrubieszowie).
Po utworzeniu w grudniu 1939 zamojskiej Komendy Obwodu SZP, powierzono mu zorganizowanie i dowodzenie sekcjami szturmowymi. Zlecenie tak odpowiedzialnej funkcji, wynikało z pozytywnej oceny jego przedwojennej działalności w harcerstwie, związku strzeleckim oraz umiejętności dowódczych, jakimi wykazał się w wojsku. Sekcje szturmowe, jako komórki Związku Odwetu(ZO), por. Rychel zaczął tworzyć już w maju i na początku czerwca 1940. Wybierał do nich najbardziej ofiarnych, znanych z patriotyzmu, sprawdzonych pod każdym względem młodych ludzi (nie posiadających jeszcze rodzin). Większość z nich znał osobiście z harcerstwa i gimnazjum, lub przyjmował z polecenia godnych zaufania znajomych. Do końca kwietnia zorganizował dwie sekcje szturmowe, stanowiące zalążek przyszłych Oddziałów Szturmowych. Dowódcą I Sekcji wyznaczył Zygmunta Zakrzewskiego ps. „Mątwa”, natomiast dowódcą II Sekcji – Józefa Zalejskiego ps. „Kropka”. Pod koniec roku, w związku z ilościowym rozwojem szeregów, sekcje przyjęły nazwę Plutonów Szturmowych.
Zadaniem sekcji (plutonów) szturmowych były: ochrona organizacji, obrona społeczeństwa przed prześladowaniami, likwidacja konfidentów i kolaborantów oraz prowadzenie tzw. akcji ekspropriacyjnych (tzw. „Eksy”) – tj. zdobywanie środków pieniężnych na cele organizacyjne. Dla lepszej konspiracji, dowódcy sekcji szturmowych nie podlegali dowódcom placówek ani rejonów, a bezpośrednio komendantowi obwodu (było to zgodne z wytycznymi władz zwierzchnich). Ponieważ jednym z głównych zadań sekcji było zaopatrzenie nowo powstających oddziałów w broń, pracę rozpoczął od nawiązania kontaktów z komendantami placówek w których istniały już sekcje szturmowe – dla ustalenia możliwości w zakresie zaopatrzenia nowo tworzonych oddziałów w odpowiednie rodzaje broni i amunicji. W tym celu udał się do rodzinnych Łabuń, gdzie komendantem placówki był Edward Lachawiec ps. „Konrad”, z którym łączyły go więzi rodzinne. Nawiązał również współpracę z komendantami placówek w Sułowie i Szczebrzeszynie. Działalność „Rymwida” została wysoko oceniona przez „Adama” – Stanisława Prusa, który w sierpniu 1940 objął komendę obwodu w Zamościu.
W listopadzie 1940 Gestapo wpadło na trop por. Rychela, ale – w porę ostrzeżony przez wywiad AK (chor. Józefa Sędziaka) – zdołał wraz z żoną i synkiem opuścić w ostatniej chwili mieszkanie w budynku sądu. Od tego czasu często zmieniał miejsca pobytu (m.in. przez pewien czas kwaterował na ul. G. Narutowicza, Lwowskiej, Jasnej i Orlicz Dreszera). Przebywał także w rodzinnych Łabuniach.
W październiku 1940 por. Rychel otrzymał podpisany przez „Adama” pisemny rozkaz objęcia Komendy Obwodu ZWZ w Hrubieszowie, wykaz osób z którymi może się na tym terenie kontaktować, wykaz pseudonimów i kryptonimów oraz tymczasowy adres zamieszkania. Dalsze rozkazy odnośnie do bieżącej działalności i zadań miały mu być na bieżąco przekazywane przez łączników. Jednocześnie został mianowany do stopnia kapitana.
Po przejęciu komendy obwodu od ppor. Kazimierza Zielińskiego w początkowym okresie zajmował się głównie organizacją osobową komendy. Na swojego zastępcę powołał ppor. Władysława Dąbrowskiego ps. „Azja”, oficerem wywiadu został por. Bartłomiej Czerwieniec ps. „Rolicz”, oficerem dywersji por. Franciszek Krakiewicz ps. „Góral”, oficerem broni – Ignacy Panek ps. „Kalina”.
Pierwszym rozkazem, jaki przekazał istniejącym w obwodzie hrubieszowskim komórkom konspiracyjnym był(opracowany przez Komendę Okręgu) rozkaz nakazujący bezwzględne przestrzeganie zasad konspiracji i czujności, podkreślający wojskowy charakter ZWZ, stwierdzający, że organizacja dzieli się na służbę czynną (każdy zaprzysiężony członek organizacji jest żołnierzem armii walczącej na froncie) i rezerwową (wszystkie osoby cywilne). Rozkaz informował też o powołaniu „Anioła” (kpt. Rychela) na Komendanta Obwodu, oraz podziale obwodu na pięć rejonów.
Następnie wydał do społeczeństwa miasta i powiatu odezwę wzywającą do konsolidacji wszystkich liczących się organizacji konspiracyjnych. W wyniku tej odezwy ZWZ podporządkowały się: Tajna Armia Polska (TAP) licząca blisko tysiąc żołnierzy i oficerów, samodzielna komórka horodeska (komendant Roman Demczuk ps. „Hanka”), grupa b. żołnierzy 2 Pułku Strzelców Konnych z Hrubieszowa, komórka „7a” kierowana przez kadrę 7. pp. z Chełma, część Konfederacji Zbrojnej i inne. Wezwania nie posłuchał jedynie dr Antoni Ciesielczuk kierujący Narodową Organizacja Wojskową, ale i tak większość członków tej organizacji porzuciła ją i wyraziła chęć wstąpienia do ZWZ.
W poszczególnych placówkach zorganizował silne plutony szturmowe, które przeszły do aktywnej walki z Niemcami i Ukraińcami z chwilą rozpoczęcia pod koniec 1942 akcji wysiedleńczej Polaków i nasiedlania na ich miejsce ludności ukraińskiej. W tym czasie przebywał głównie na terenie placówek obwodu hrubieszowskiego Frankamionka, Leopoldów, Malice, Dubienka, Podhorce, Sahryń i in.). Przez pewien czas w majątku w Podhorcach pracował na fikcyjnym stanowisku leśniczego używając nazwiska Jan Malinowski.
Sukcesywnie organizował akcje odwetowe na nasiedleńców i policję ukraińską. Na dowodzonym przez siebie terenie był zdecydowanym przeciwnikiem podejmowania jakichkolwiek prób porozumienia się z Ukraińcami współpracującymi z Niemcami. W związku z tym podjęte zostały przez nich intensywne działania w celu zlikwidowania dowódcy obwodu AK. Niemcy wyznaczyli nawet nagrodę w wysokości 50 tysięcy marek za wydanie kpt. Rychela. Był komendantem obwodu najdłużej sprawującym tę funkcję (od listopada 1940 do 4 października 1943).
W sierpniu 1943 „Anioł” nawiązał bliską współpracę z Komendantem AK Obwodu Tomaszów Lubelski mjr Wilhelmem Szczepankiewiczem ps. „Drugak”, oraz jego oficerem dywersji i dowódcą ODB kpt. Zenonem Jachymkiem ps. „Wiktor”. Celem było uzgodnienie wspólnych akcji przeciwko Ukraińcom na terenach sąsiadujących ze sobą obwodów. Umówił się z nimi na spotkanie w dniu 4 października 1943 w Turkowicach. Jadąc na to spotkanie, kpt. Rychel wpadł w zasadzkę urządzoną przez policję ukraińską we wsi Czermno i zginął w walce. Ciało zamordowanego Ukraińcy przewieźli do Sahrynia i spalili na cmentarzu parafialnym.

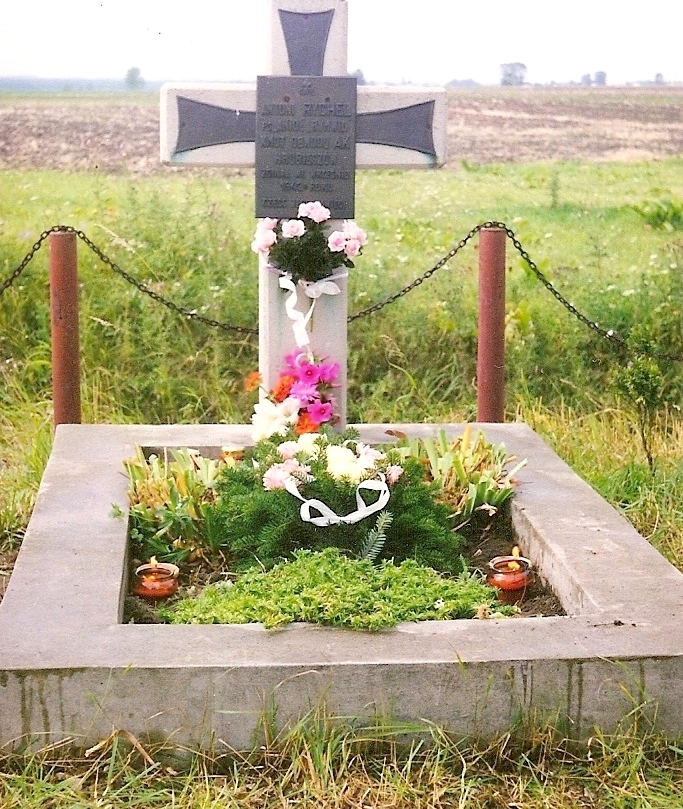
Symboliczna mogiła A. Rychela w Czermnie

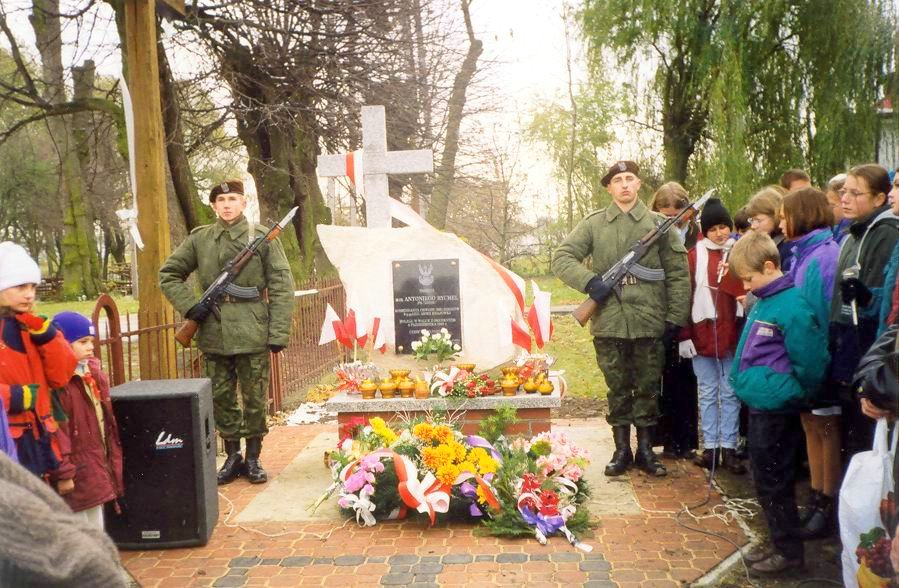
Odsłonięcie pomnika A. Rychela w Sahryniu

## Ważniejsze akcje zbrojne prowadzone na rozkaz „Anioła”
- Dowodzenie Obwodem Hrubieszowskim AK w czasie powstania zamojskiego (XII. 1942 – 27 stycznia 1943),
- Wykonanie wyroku na szpiclu współpracującym z Gestapo – nauczycielu o nazwisku Chytroś (w dniu 3 czerwca 1940 r. wyrok wykonał komendant placówki Sułów Henryk Wróbel ps. „Beton”),
- Akcja na Cieszyn 26 stycznia 1943 (d-ca Franciszek Krakiewicz ps. „Góral” – zabito 160 Niemców w tym kilku SS-manów, zdobyto karabiny maszynowe i zwykłe),
- Akcja na Strzelce 4 – 11 lutego 1943 dowodzona osobiście przez „Anioła” w celu odciągnięcia Niemców od wysłania ich w rejon Biłgoraja w celu wzmocnienia garnizonu niemieckiego toczącego tam walki z partyzantami AK,
- Likwidacja zdrajcy i kolaboranta byłego majora WP Wojnarowskiego. Będąc wójtem w Grabowcu dał się on poznać jako „krwawy wójt”. Przez niego zginęła cała grabowiecka inteligencja – proboszcz, lekarz, sekretarz gminy i wielu innych. Wyrok wykonali w marcu 1943 żołnierze z 2 drużyny 5 plutonu dywersyjno – konnego z Janek,
- Zasadzka na niemiecki transport samochodowy w okolicy Mircza 18 marca 1943 (d-ca Stefan Kwaśniewski ps. „Lux” – zabito 30 żołnierzy niemieckich, zdobyto 2 ckm-y, 32 karabiny, pistolety, amunicję i kuchnię polową,
- Walki w Lasach Strzeleckich 28.02.1943 r. (d-ca Franciszek Krakiewicz ps. „Góral, a po jego śmierci „Anioł”),
- likwidacja 3 policjantów, ukraińskich morderców polskiej ludności (d-ca Władysław Dąbrowski ps. „Azja”).

## Upamiętnienie
- „Cegiełka” w murze Rotundy Zamojskiej z napisem: „Antoni Rychel – Sahryń 23.04.1906 + 4.10.1943”
- Nazwisko „Antoni Rychel” wymienione na tablicy poświęconej zamordowanym harcerzom zamojskim w „Celi Harcerskiej” Rotundy Zamojskiej.
- Nazwisko „Antoni Rychel” wymienione na tablicy poświęconej zamordowanym wychowankom Gimnazjum Zamojskiego w Kościele Akademickim w Zamościu.
- Tablica pamiątkowa umieszczona w kościele w Sahryniu w dniu 10 maja 1975 r.
- Mogiła partyzancka wykonana w dniu 22 lipca 1978 r. w miejscu wskazanym przez mieszkańców Czermna jako miejsce śmierci Antoniego Rychela.
- Tablica (II) na Pomniku Żołnierzy Powstania Zamojskiego w Szewni Dolnej odsłoniętego w 1989 r.
- Symboliczna mogiła ufundowana przez ZBoWiD odsłonięta w Czermnie w dniu 5 września 1993 r. niedaleko miejsca śmierci Antoniego Rychela.
- Pomnik – obelisk poświęcony pamięci mjr Antoniego Rychela odsłonięty w dniu 26 października 1997 r. przy kościele w Sahryniu (w tym samym dniu, Antoni Rychel został pośmiertnie awansowany do stopnia majora).
- Z inicjatywy Koła Rejonowego ŚZŻAK w Werbkowicach toczyła się procedura nadania imienia Antoniego Rychela – „Anioła” szkole w Czermnie.